# Johann Christian Polycarp Erxleben
Johann Christian Polycarp Erxleben (22. června 1744 – 19. srpna 1777) byl německý přírodovědec.
Narodil se jako syn Dorothey Christiane Erxlebenové, první německé ženy s lékařským titulem. Léta působil jako profesor fyziky a veterinární medicíny na univerzitě v Göttingenu. Jeho nejvýznamnějšími pracemi byli Anfangsgründe der Naturlehre a Systema regni animalis (1777). V roce 1771 se stal zakladatelem první Akademické veterinární školy v Německu (Institutu veterinární medicíny).